# Sciara hemerobioides
Sciara hemerobioides är en tvåvingeart som först beskrevs av Giovanni Antonio Scopoli 1763.  
Sciara hemerobioides ingår i släktet Sciara och familjen sorgmyggor. Artens utbredningsområde är Slovenien. Arten är reproducerande i Sverige. Inga underarter finns listade i Catalogue of Life.

## Bildgalleri

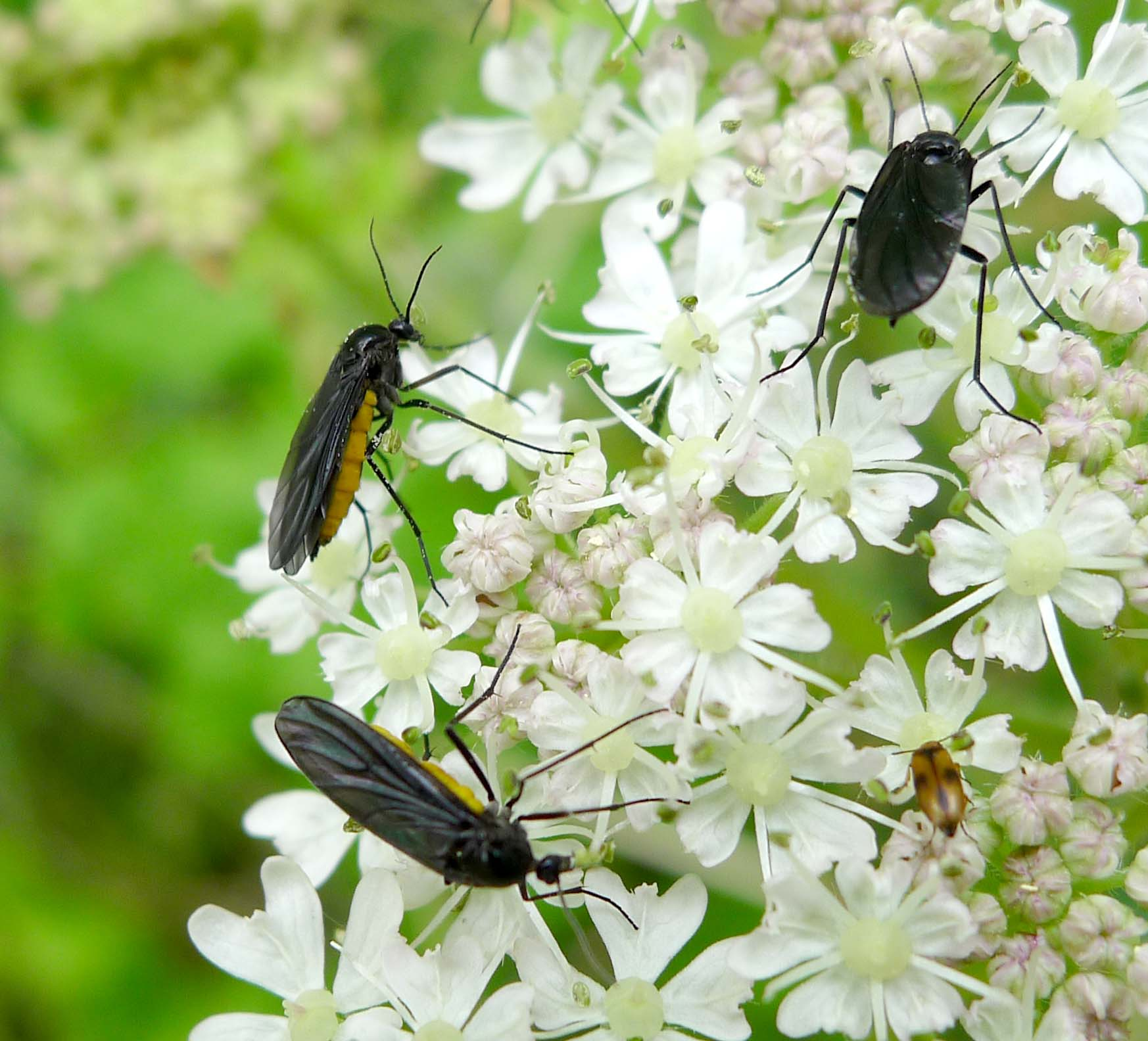
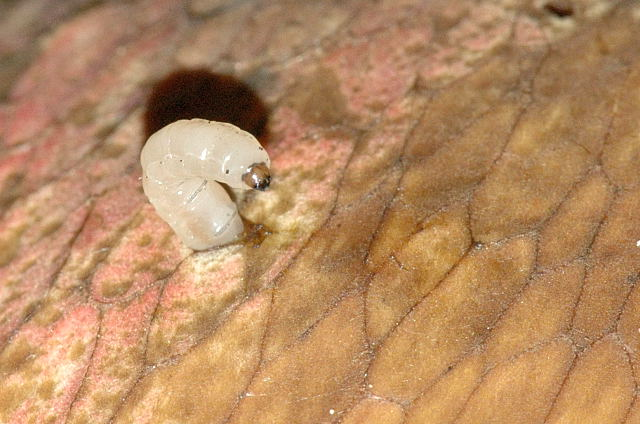